# لورنزو توماس
لورنزو توماس (انگلیسی: Lorenzo Thomas; ۲۶ اکتبر ۱۸۰۴ – ۲ مارس ۱۸۷۵) سیاست‌مدار اهل ایالات متحده آمریکا بود.